# Сарженка
Са́рженка (фин. Saarselki, Saarselkä) — деревня Юкковского сельского поселения Всеволожского района Ленинградской области.

## История
Впервые упоминается на карте Нотебургского лена 1630-х годов как Sarasilka (производное от финского saari — остров и selkä — гряда).
Под тем же именем она упомянута и на карте Ингерманландии штабс-капитана Бергенгейма, составленной в 1827 году, по шведским архивам и по состоянию на 1676 год.
Затем деревня появляется на картах под именем Сарженки в 1810 году.
В начале XIX века деревня входила в мызу Вартемяки (ныне Вартемяги) под названием Сарженки она упоминается посреди Большого болота на карте Санкт-Петербургской губернии Ф. Ф. Шуберта 1834 года.

САРЖЕЛКИ — деревня мызы Вартемяки, принадлежит графам церемониймейстеру Андрею и штаб-ротмистру Григорию Шуваловым, жителей 54 м. п., 57 ж. п. (1838 год)

На этнографической карте Санкт-Петербургской губернии П. И. Кёппена 1849 года она обозначена как деревня «Saarselki», расположенная в ареале расселения эвремейсов. В пояснительном тексте к этнографической карте она записана как Saarselki (Саржелки) и указано количество её жителей на 1848 год: эвремейсов — 48 м. п., 62 ж. п., всего 110 человек.

САРЖЕЛКИ — деревня гр. Шувалова по почтовому тракту, 13 дворов, 63 души м. п. (1856 год)

САРЖЕЛКИ — деревня гр. Шувалова. Число душ крепостных людей мужского пола: крестьян — 61, дворовых — нет. Число дворов или отдельных усадеб — 17. Земли состоящей в пользовании крестьян (в десятинах): усадебной — 7,66, на душу — 0,12; пахотной: всего — 157,17, на душу — 2,57; сенокосы: 195,48; выгоны: 12,31; кустарник: 22,33; всего удобной — 928,84, на душу — 4,42. (1860 год)

Согласно же «Топографической карте частей Санкт-Петербургской и Выборгской губерний» 1860 года деревня Сарженка насчитывала 18 дворов.

САРЖЕЛКИ (САРЖЕНКА) — деревня владельческая, при реке Охте, по Саржеловской просёлочной дороге, 17 дворов, 94 м. п., 89 ж. п. (1862 год)

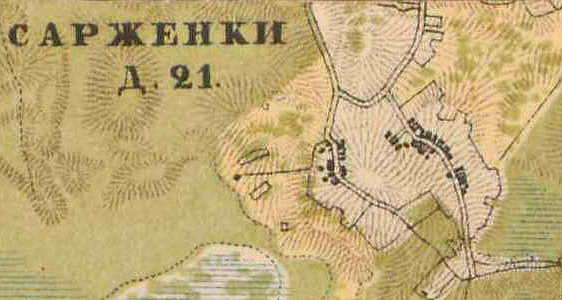
План деревни Сарженка. 1885 год

В 1885 году деревня Сарженки насчитывала 21 двор.

САРЖЕНКА — деревня на земле Агалатовского сельского общества, при просёлочной дороге, при родниках 34 двора, 57 м. п., 84 ж. п. — всего 141 чел. (1896 год)

В конце XIX — начале XX века деревня административно относилась к Вартемякской волости 4-го стана Санкт-Петербургского уезда Санкт-Петербургской губернии. Население деревни было однородным — финским.

САРЖЕЛКИ — селение Вартемяккской волости, 33 домохозяйства, наличных душ: 63 м. п., 84 ж. п., земли пахотной — 198, леса — 46, итого: 244 десятины. (1905 год)

В 1908 году в деревне Саржелко проживал 141 человек из них 31 человек детей школьного возраста (от 8 до 11 лет).
В 1909 году в деревне было 26 дворов.
Согласно переписи населения СССР 1926 года:

САРЖЕНКА — деревня Агалатовского сельсовета Парголовской волости Ленинградского уезда, 47 хозяйств, 197 душ.

Из них: русских — 8 хозяйств, 18 душ; ингерманландцев — 38 хозяйств, 175 душ; литовцев — 1 хозяйство, 4 души. (1926 год)

В 1928 году население деревни также составляло 197 человек.
По административным данным 1933 года деревня называлась Сароженка и относилась к Агалатовскому сельсовету Куйвозовского района.
Согласно переписи населения СССР 1939 года:

САРЖЕНКА — деревня Лупполовского сельсовета Всеволожского района, 193 чел. (1939 год)

Деревня Сарженка на карте 1939 года

Согласно топографической карте РККА 1939 года деревня насчитывала 22 двора. В 1940 году деревня также насчитывала 22 двора.
До 1942 года — место компактного проживания ингерманландских финнов.
В 1958 году население деревни составляло 13 человек.
По данным 1966 и 1973 годов деревня Сарженка находилась в составе Чернореченского сельсовета.
По данным 1990 года деревня Сарженка входила в состав Юкковского сельсовета.
В 1997 и 2002 году в деревне не было зарегистрировано постоянного населения, в 2007 году — проживал 41 человек.

## География
Деревня расположена в северо-западной части района на автодороге 41К-074 (Песочный — Киссолово).
Расстояние до административного центра поселения — 10 км.
Расстояние до ближайшей железнодорожной платформы Песочная — 8 км.
Деревня находится на правом берегу реки Охта, при впадении в неё реки Харвази. К западу от деревни находится Сарженское озеро.

## Демография
| 1838 | 1848 | 1862 | 1896 | 1905 | 1926 | 1928 | 1939 |
| ---- | ---- | ---- | ---- | ---- | ---- | ---- | ---- |
| 111  | ↘110 | ↗183 | ↘141 | ↗147 | ↗197 | →197 | ↘193 |
| 1958 | 1997 | 2002 | 2007 | 2010 | 2017 |      |      |
| ↘13  | ↘0   | →0   | ↗41  | ↗43  | ↘34  |      |      |

### Национальный состав
Согласно данным Всероссийской переписи населения 2021 года в деревне проживали 313 человек, из них:
 русские — 282, татары — 2, другие национальности — 2 человека, остальные национальность не указали.

## Улицы
1-й Славянский проезд, 2-й Славянский проезд, 3-й Славянский проезд, 4-й Славянский проезд, Агалатовское шоссе, Деревенская, Лесная, Низинная, Придорожная аллея, Северная.

## Садоводства
Лесной хутор.